# Gail Bradbrook
Pour les articles homonymes, voir Bradbrook.
Gail Marie Bradbrook, née le 30 avril 1972, est une militante environnementale britannique, cofondatrice du mouvement social et environnemental Extinction Rebellion,.

## Biographie
Gail Marie Bradbrook grandit à South Elmsall dans le Yorkshire de l'Ouest. Son père travaille dans une mine à South Kirkby. Elle est titulaire d'un doctorat en biophysique moléculaire de l'Université de Manchester. Elle effectue ensuite un travail de recherches post-doctoral en Inde et en France,.
De 2003 à 2017, Gail Bradbrook est directrice de la stratégie de Citizens Online, une organisation militant pour un accès Internet plus large envers les utilisateurs et utilisatrices en situation de handicap. En 2010, elle est notamment à l'origine de la campagne de communication «Fix the Web».

## Activisme
À l'âge de 14 ans, Gail Bradbrook se sensibilise à la cause animale et aux droits des animaux. Elle rejoint alors le Green Party ou Parti vert, principal parti écologiste du Royaume-Uni. La militante s'implique dans divers groupes de campagne à Stroud. De 2010 à 2013, elle œuvre comme directrice volontaire pour le mouvement Transition Stroud, Le groupe mène différentes actions en opposition à la construction d'un incinérateur local,,, dont une manifestation comprenant une protestation nue.   
C'est à cette même période que les militants dressent un barrage routier à Merrywalks, première action déterminante pour la fondation d'Extinction Rebellion, mouvement de désobéissance civile  au Royaume-Unie, créé pour alerter sur l'urgence climatique. En 2015, Gail Bradbrook fonde avec le militant George Barda, le groupe Compassionate Revolution, transformé en Rising Up !, (puis en Extinction Rebellion),,. Gail Bradbrook a également été impliquée dans le mouvement Occupy et les campagnes autour du pic pétrolier, mais cet engagement n'a pas réussi à trouver un écho dans la société civile.   
En 2016, Gail Bradbrook réalise une retraite psychédélique au Costa Rica, où elle consomme de l'ayahuasca, de l'iboga et du kambo, à la recherche d'une certaine clarté dans son travail,. Cette expérience lui permet de revaloriser son approche du militantisme. Peu de temps après son retour, elle se sépare de son mari et rencontre Roger Hallam, chercheur au King's College, activiste et militant britannique de l'environnement. Ensemble, ils établissent les grandes directions du mouvement Extinction Rebellion.
À travers ses actions, Gail Bradbrook souhaite faire prendre conscience des dangers du réchauffement climatique anthropique et estime que seule la désobéissance civile à grande échelle peut provoquer les changements nécessaires. Le mouvement Extinction Rebellion a essaimé dans plus de 70 villes et capitales à travers le monde dont Berlin, Paris et New York.    
Le 15 octobre 2019, la militante escalade l'entrée du ministère des Transports afin de s'opposer au vaste projet de ligne ferroviaire à grande vitesse HS2. Elle est arrêtée alors qu'elle commence à attaquer une vitre blindée au marteau. La même année, lors de la troisième intervention publique du mouvement, plus de 30 000 militants se réunissent afin de paralyser l'aéroport de Londres, ainsi que d'autres emblèmes institutionnels tel la Banque d'Angleterre, le Parlement du Royaume-Uni et autres ministères.
Elle est poursuivie pour avoir participé à une action contre un établissement de la banque Barclays en mars 2021, placardant une affiche sur la façade : « Cette banque finance le chaos climatique ». Mise en examen pour « dommages criminels » et « atteinte contre une institution financière », elle encourt dix ans de prison ferme.

## Vie personnelle
Gail Bradbrook se marie une première fois avec le physicien britannique Jeffrey Forshaw, puis avec son ex-partenaire Simon Bramwell, également cofondateur de Extinction Rebellion,. Mère de deux garçons, elle vit à Stroud,.